# Veit Stoss
Veit Stoss (Horb am Neckar, 1447 – Norimberga, 1533) è stato uno scultore, pittore e incisore tedesco.

## Biografia

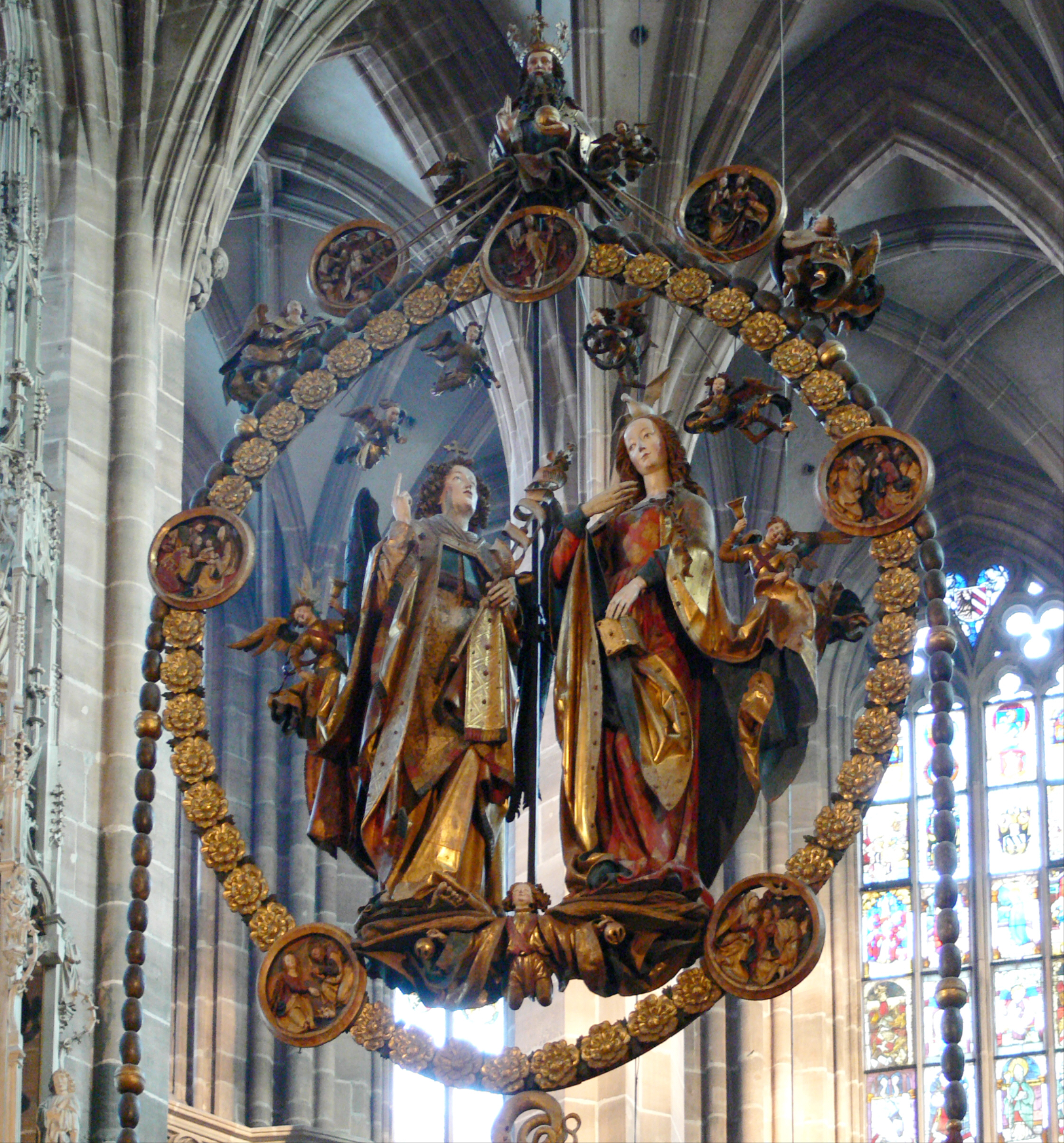
Saluto dell'angelo (1517-1518), nella Chiesa di San Lorenzo a Norimberga.

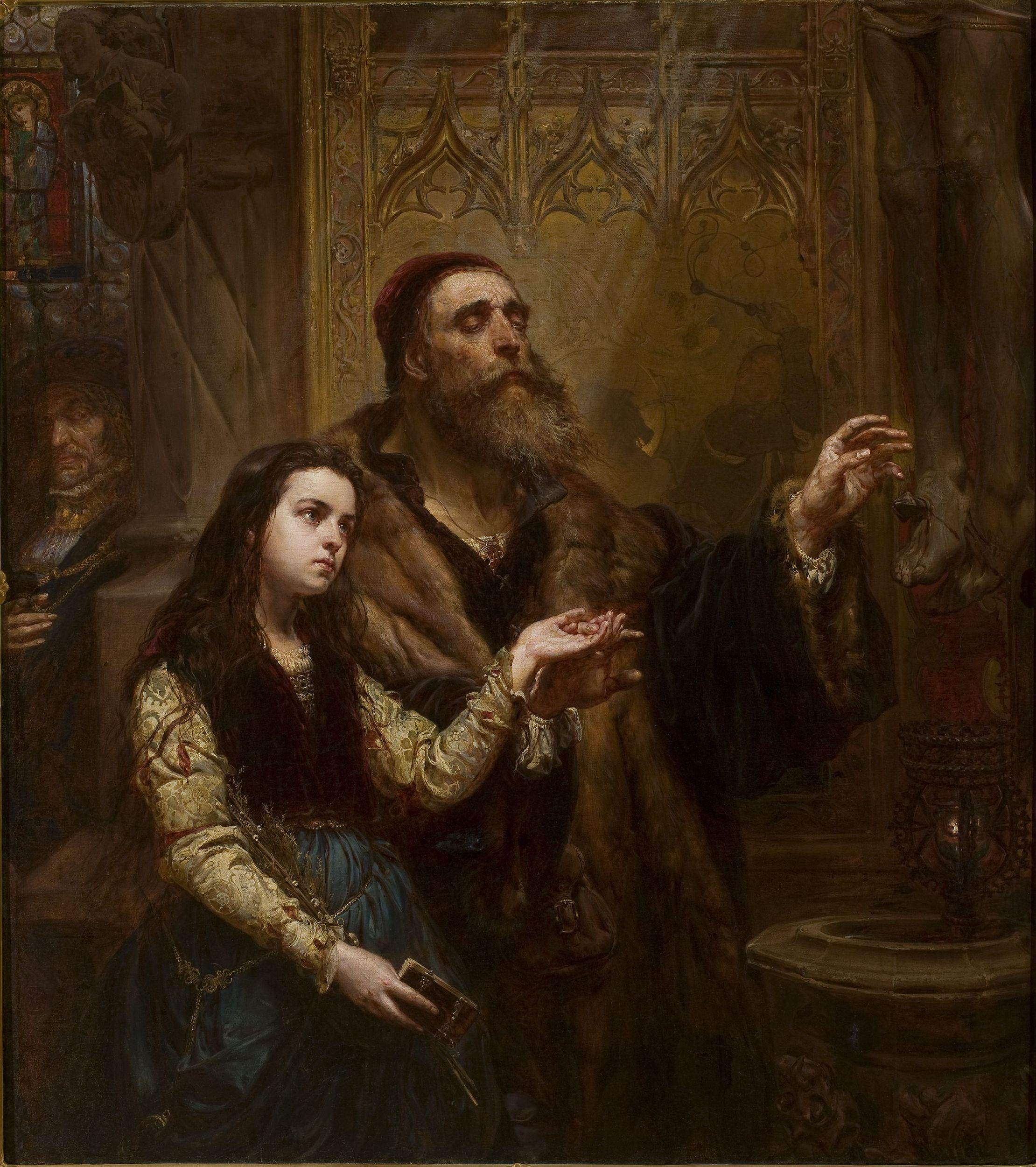
Veit Stoss, in un ritratto immaginato da Jan Matejko

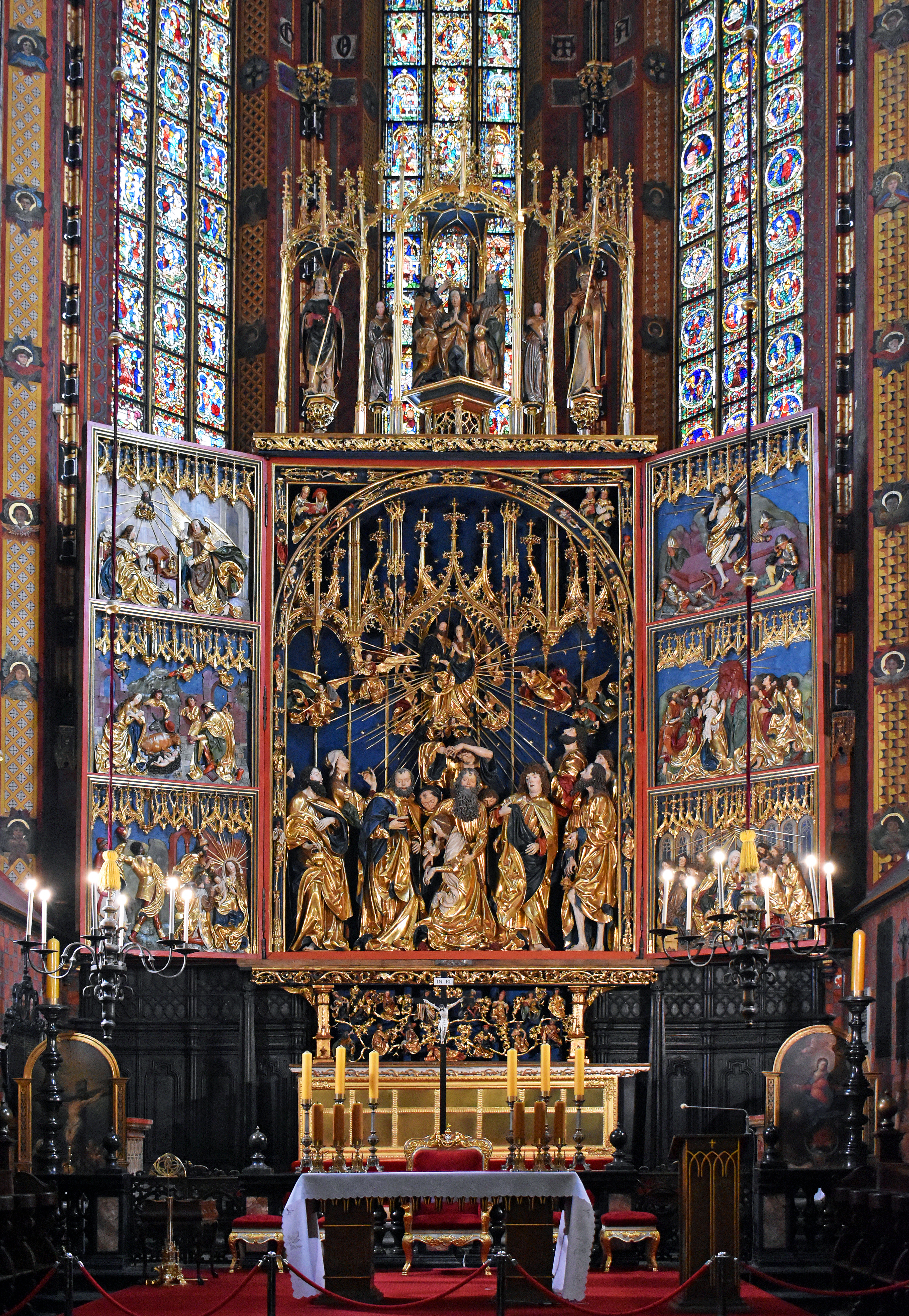
il Polittico della Vergine nella Basilica di Santa Maria a Cracovia

Nato, secondo fonti attendibili, nel 1447, con ogni probabilità a Norimberga, morto nel 1533. Nel 1477 fu chiamato a Cracovia per scolpire l'altare maggiore ligneo della Basilica di Santa Maria, lavoro durato (con brevi interruzioni nel 1485 e nel 1486-88, epoca in cui si recò a Breslavia e a Norimberga) fino al 1496.
Prima di questo soggiorno in Polonia non abbiamo traccia di sue opere. L'immenso altare, alto più di 13 metri, è insieme con quello contemporaneo di Michael Pacher a Sankt Wolfgang (presso Salisburgo) la più importante opera fra gli altari dell'ultima maniera gotica. Nel centro dell'altare è rappresentato (in figure di più di due metri d'altezza) il transito della Vergine; sui battenti laterali la storia del Signore e della Vergine, in 18 rilievi. Lo stile rivela nella plasticità e tortuosità delle figure, nella patetica espressione di alcune teste come anche nell'accennato movimento dei panni, l'influsso dominante del grande scultore Nicolaus Gerhart, che influì fortemente anche su Pacher e delle cui opere lo Stoss conosceva probabilmente la tomba dell'imperatore Federico III, scolpita a Passau in Baviera verso il 1477 e sistemata poco dopo nella Cattedrale di Santo Stefano di Vienna.
Oltre al grande altare, lo Stoss scolpì varie tombe a Cracovia e in altre città della Polonia. Tornato a Norimberga nel 1496 a poco a poco temperò il suo stile, che appare ancora molto appassionato in tre rilievi di pietra nella Chiesa di San Sebaldo (1499), Più pacato è lo stile della Madonna che adornò la sua casa acquistata nel 1499, statua che ora si trova al Germanisches Nationalmuseum di Norimberga. La stessa plasticità delle forme e virtuosità nel trattare il panneggiamento si osserva nel San Rocco giunto non si sa come alla Basilica della Santissima Annunziata di Firenze, dove fu già sommamente ammirato come un "miracolo di legno" dal Vasari (che lo attribuì peraltro a un immaginario "Janni franzese"). Quest'attività felice e fertile fu interrotta da un atto di violenza che manifesta il tempestoso carattere del maestro. Ingannato da un debitore fraudolento, egli falsificò una cambiale; scoperto e condannato, fu bollato dal boia sulle guance con un marchio rovente. Nonostante l'intervento dell'imperatore Massimiliano in suo favore, la vergogna subita influì per molti anni sulle condizioni psichiche ed economiche dell'artista; e solo nel 1518 riprese a scolpire il gruppo monumentale dell'Annunziata nella Chiesa di San Lorenzo a Norimberga. Un grande altare del 1523, oggi nel Duomo di Bamberga, con forme salde e tonde, pare sia stato l'ultima opera del maestro.
Dieci sue incisioni conservate, tutte eseguite fra il 1480 e 1500, sono piene del fine e nervoso carattere delle sue opere di scultura dello stesso periodo. La sua attività pittorica è invece ridotta ai battenti di un altare scolpito da Tilman Riemenschneider a Münnerstadt (1503).